# Cidade Velha
Cidade Velha (z port. Stare Miasto) – miasto w Republice Zielonego Przylądka, na wyspie Santiago. Najstarsze miasto Republiki Zielonego Przylądka – założone w 1462 jako Ribeira Grande (z port. Wielka Dolina), obecną nazwę uzyskało w XVIII wieku. W 2009 roku zabytkowa starówka Cidade Velha została wpisana na listę światowego dziedzictwa UNESCO jako pierwszy obiekt w Republice Zielonego Przylądka.

## Historia
Osada Ribeira Grande została założona w 1462 roku przez włoskiego żeglarza Antonio da Noli, który w służbie Portugalii badał archipelag Wysp Zielonego Przylądka. Była to wówczas nie tylko pierwsza osada na archipelagu, ale też pierwsza stała osada europejska w strefie zwrotnikowej. Osadników przywieziono z Madery. W 1466 roku osada odzyskała królewski monopol na handel niewolnikami i szybko zyskała na znaczeniu. Niewolników z Gwinei-Bissau i Sierra Leone przerzucano stąd dalej do Brazylii i na Wyspy Karaibskie. Położona w pobliżu miasta dolina służyła za naturalne więzienie. W tutejszym kościele niewolników poddawano chrztom, przez co można ich było sprzedać za wyższą cenę. W 1532 roku Ribeira Grande stało się siedzibą biskupstwa, a w 1572 roku do jej nazwy dodano tytuł Cidade – miasto.
W czasie swoich podróży do Ribeira Grande zawijali m.in. Krzysztof Kolumb (w 1498) i Vasco da Gama (w 1497). W 1585 i 1586 miasto było celem najazdów Francisa Drake'a.
Kres świetności Ribeira Grande jako portu dostawczego i ośrodka portugalskiego handlu niewolnikami położył w 1712 roku Francuz Jaques Cassart, który splądrował i zniszczył miasto. Dzisiaj Cidade Velha jest małym miasteczkiem rybackim, a dawna dolina niewolników wykorzystywana jest rolniczo pod uprawę trzciny cukrowej, orzechów kokosowych i mango.

## Zabytki
- Kościół Nossa Senhora do Rossario z 1495 roku
- Ruiny kościoła São Francisco i katedry
- Fort Świętego Filipa, wzniesiony w 1587 dla obrony przez piratami
- Pelourinho – pręgierz do karania niewolników

## Galeria

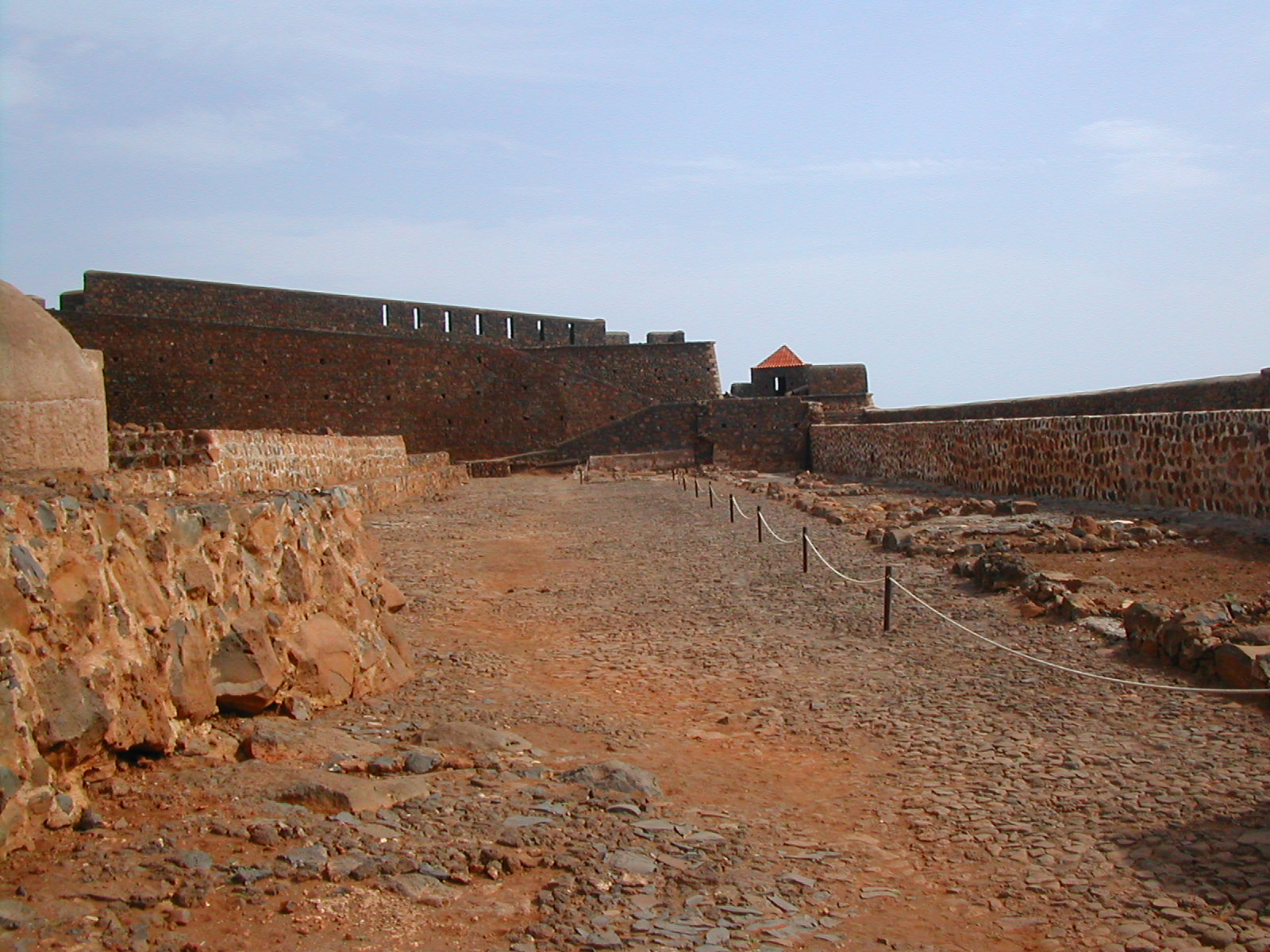
Forte Real de São Filipe
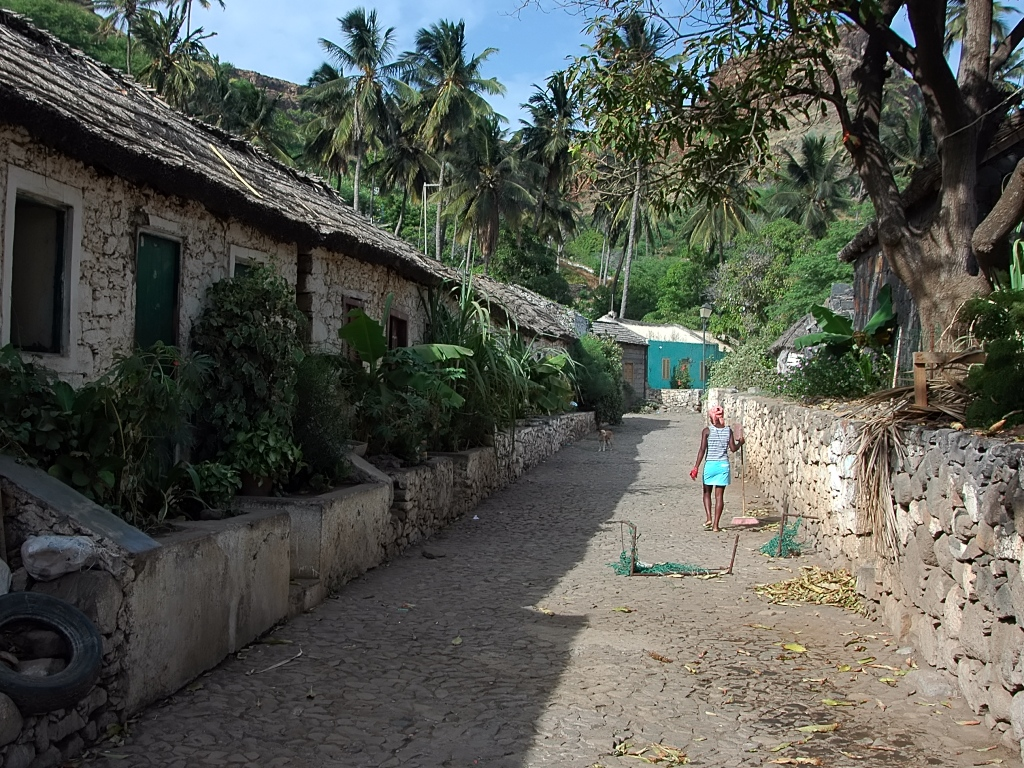
Rua da Banana
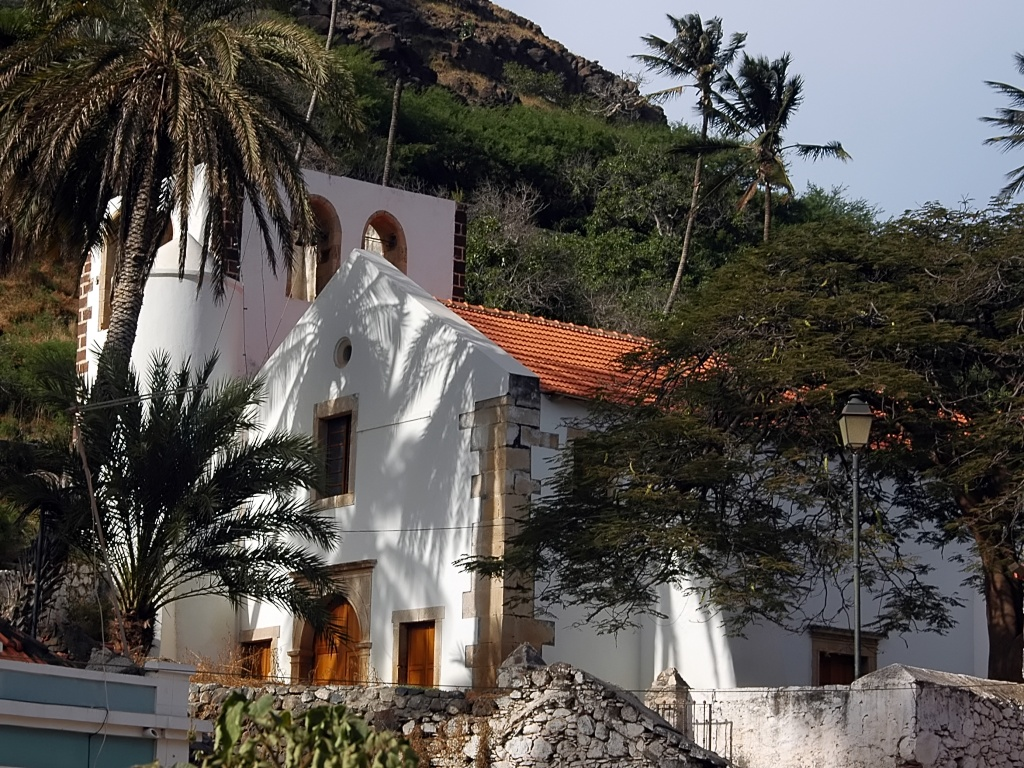
Nossa Senhora do Rossario